# Alex Pastoor
Alexander Anton Aiko Pastoor, meglio noto come Alex Pastoor (Amsterdam, 26 ottobre 1966), è un allenatore di calcio ed ex calciatore olandese, di ruolo centrocampista.